# Стелла (Небраска)
Стелла (англ. Stella) — селище (англ. village) в США, в окрузі Річардсон штату Небраска. Населення — 145 осіб (2020).

## Географія
Стелла розташована за координатами 40°13′56″ пн. ш. 95°46′24″ зх. д. / 40.23222° пн. ш. 95.77333° зх. д. (40.232213, -95.773414).  За даними Бюро перепису населення США в 2010 році селище мало площу 0,46 км², уся площа — суходіл.

## Демографія
Згідно з переписом 2010 року, у селищі мешкали 152 особи в 78 домогосподарствах у складі 51 родини. Густота населення становила 331 особа/км².  Було 98 помешкань (214/км²).
Расовий склад населення:
| - 98,7 % — білих - 0,7 % — азіатів |

До двох чи більше рас належало 0,7 %. Частка іспаномовних становила 0,7 % від усіх жителів.
За віковим діапазоном населення розподілялося таким чином: 12,5 % — особи молодші 18 років, 61,2 % — особи у віці 18—64 років, 26,3 % — особи у віці 65 років та старші. Медіана віку мешканця становила 56,0 року. На 100 осіб жіночої статі у селищі припадало 100,0 чоловіків;  на 100 жінок у віці від 18 років та старших — 98,5 чоловіків також старших 18 років.
Середній дохід на одне домашнє господарство  становив 60 271 долар США (медіана — 44 000), а середній дохід на одну сім'ю — 79 203 долари (медіана — 53 750). За межею бідності перебувало 7,4 % осіб, у тому числі 0,0 % дітей у віці до 18 років та 3,6 % осіб у віці 65 років та старших.
Цивільне працевлаштоване населення становило 72 особи. Основні галузі зайнятості: освіта, охорона здоров'я та соціальна допомога — 19,4 %, транспорт — 16,7 %, виробництво — 12,5 %, будівництво — 12,5 %.